# Astragalus froedinii
Astragalus froedinii är en ärtväxtart som beskrevs av Svante Samuel Murbeck. Astragalus froedinii ingår i släktet vedlar, och familjen ärtväxter. Inga underarter finns listade i Catalogue of Life.